# Orijentalni repušac
Orijentalni repušac (lat. Bunias orientalis) jestiva je divlja biljna vrsta iz roda Bunias. Klasificiran je kao invazivni neofit u većini Srednje Europe i dijelovima Sjeverne Amerike. Jestivi su mladi listovi prije nego se razvije stabljika. Sadrže oko 170 mg vitamina C na 100 g svježe biljke. Korijen jednogodišnjih biljaka također je jestiv. Raste na vlažnom tlu uz rijeke i potoke te po nasipima.

## Vanjske poveznice
Bunias orientalis. Plants for a future. pfaf.org